# Autovervollständigung

Autovervollständigen beim Editieren einer PHP-Datei unter Dreamweaver

Autovervollständigung oder Autocomplete (engl. autocomplete oder word completion) ist eine Funktion, die eine Benutzereingabe sinnvoll ergänzt. Grundlage für die Vervollständigung ist in jedem Fall eine begrenzte Anzahl von Möglichkeiten, die sich äquivalent zum Fortschritt und ggf. Semantik der Benutzereingabe verkleinert. Sie wird von vielen Editoren, integrierten Entwicklungsumgebungen oder Webanwendungen zur Verfügung gestellt.

## Realisierung
Es gibt verschiedene Möglichkeiten der Realisierung durch:
- eine Combobox
- das Anzeigen eines möglichen Textes
- das sofortige Einsetzen eines Vorlagen-Textes
- wiederholtes Verzweigen mit eindeutiger Vervollständigung

Beispiele dafür sind Verfahren wie Text on 9 keys (T9) beim Schreiben von SMS-Nachrichten oder Input-Method-Editoren, Schnellwahlen im Adressbuch, Ergänzungen von früheren Eingaben (etwa in Suchleisten, siehe Vorschlagssuche), Autovervollständigung in Office-Produkten, wo es je nach Programm u. a. Datumsangaben oder Wörter vervollständigt, oder Befehlszeilenergänzung in der Kommandozeile, wie es bei einigen Betriebssystemen der Fall ist. Die Verzweigungsmethode zeigt im Voraus das nächste zu tippenden Zeichen mit eindeutiger Fortsetzung an und entspricht damit dem Nachschlagen in einer Rolodex-Kartei.

## Nutzung bei der Programmierung
In integrierten Entwicklungsumgebungen unterstützt eine syntaktische und semantische Überprüfung des schon eingegebenen Quelltextes den Programmierer mit einer Liste von Vorschlägen zur Autovervollständigung. Diese Liste an Quelltextvorschlägen umfasst zum Beispiel zuvor deklarierte Variablen, in dem Programmkontext erreichbare Methoden, Funktionen und Objekte bis zu umfangreichen Vorlagen von häufig verwendeten Codestücken (Templates und Snippets). Microsoft bezeichnet die Autovervollständigungs-Funktion des Visual Studios dabei als IntelliSense. In der Eclipse IDE heißt sie content assist.

## Zusatztools
siehe Autokorrektur

## Rechtslage bei Google Autovervollständigung
Der Bundesgerichtshof (BGH) hat am 14. Mai 2013 ein Urteil über die Autocomplete-Funktion verkündet (AZ VI ZR 269/12).
Google hat diese Funktion seit 2009.
Ein Unternehmer hatte Google verklagt. Er sah sich durch automatisch ergänzte Suchvorschläge in seinem Persönlichkeitsrecht und seinem geschäftlichen Ansehen verletzt. Die Suchvorschläge zeigten bei Eingabe seines vollen Namens die Autovervollständigungen „Scientology“ und „Betrug“ an, obwohl er in keinerlei Zusammenhang mit Scientology stehe oder ihm Betrug vorzuwerfen sei. Er bekam Recht, so dass Google zukünftig verpflichtet ist, solche Suchvorschläge zu verhindern.
Dieses Urteil wirkt sich auch auf Bettina Wulffs Klage gegen Google aus.
Die BGH-Richter haben mit ihrem Urteil ein anderslautendes Urteil des Oberlandesgerichts Köln aufgehoben. Dieses musste den Fall nun zum Teil neu verhandeln und kam zu dem Urteil (Az. 15 U 199/11), dass die strittige Wortkombination durch Google zu löschen sei, es aber keinen Anspruch auf Schadensersatz seitens des Klägers gebe. Google komme mit dem Löschen der Aufforderung des Klägers nach, und es liege kein „besonders schweres Verschulden“ vor.
Auch in anderen Ländern wie Japan, Italien und Frankreich gab es Urteile gegen Google.